# Ulrik Laursen
Ulrik Rosenløv Laursen (ur. 28 lutego 1976 w Odense) – były duński piłkarz występujący na pozycji obrońcy.

## Kariera klubowa
Laursen zawodową karierę rozpoczynał w 1993 roku w klubie Odense BK z Superligaen. W 1995 roku oraz w 1996 roku zajął z nim 3. miejsce w lidze. W 1998 roku spadł z zespołem do drugiej ligi. Rok później powrócił z nim do ekstraklasy. W Odense spędził jeszcze rok.
W 2000 roku odszedł do szkockiego Hibernianu. W Scottish Premier League zadebiutował 30 lipca 2000 roku w zremisowanym 0:0 spotkaniu z Hearts. 9 grudnia 2000 roku w wygranym 3:0 pojedynku z Dunfermline strzelił pierwszego gola w Scottish Premier League. W 2001 roku dotarł z klubem do finału Pucharu Szkocji, ale uległ tam z nim 0:3 Celticowi. Przez 2 lata w barwach Hibernianu rozegrał 53 ligowe spotkania i zdobył 3 bramki.
W 2002 roku Laursen za 1,5 miliona funtów trafił do Celticu, innego zespołu Scottish Premier League. Pierwszy ligowy mecz zaliczył tam 17 sierpnia 2002 roku przeciwko Dundee United (5:0). W 2003 roku dotarł z klubem do finału Pucharu UEFA, w którym uległ z nim zespołowi 2:3 FC Porto. W 2004 roku wywalczył z Celtikiem mistrzostwo Szkocji. W tym samym roku, a także rok później zdobył z nim Puchar Szkocji. W Celticu Laursen spędził 3 lata. W tym czasie wystąpił tam w 40 ligowych meczach.
W 2005 roku ponownie został graczem klubu Odense BK. W 2006 roku wygrał z nim rozgrywki Pucharu Intertoto. Dzięki temu występował z Odense w Pucharze UEFA, który zakończył z nim na fazie grupowej. W 2007 roku zdobył z klubem Puchar Danii.
Na początku 2008 roku Laursen przeszedł do innego pierwszoligowego zespołu – FC København. Jako jego zawodnik pierwszy mecz zaliczył 16 marca 2008 roku przeciwko Lyngby BK (4:1). W 2008 roku zajął z klubem 3. miejsce w lidze. W 2009 roku zdobył z nim Puchar Danii. W tym samym roku, a także rok później zdobył z zespołem mistrzostwo Danii. W 2010 roku zakończył karierę.

## Kariera reprezentacyjna
W reprezentacji Danii Laursen zadebiutował 13 października 2007 roku w przegranym 1:3 meczu eliminacji Mistrzostw Europy 2008 z Hiszpanią. 17 października 2007 roku w wygranym 3:1 pojedynku eliminacji Mistrzostw Europy 2008 z Łotwą strzelił pierwszego gola w kadrze. W latach 2007–2008 w drużynie narodowej rozegrał w sumie 5 spotkań i zdobył 1 bramkę.